# کتاب‌های بزرگ مغرب‌زمین
کتاب‌های بزرگِ مغرب‌زمین (به انگلیسی: Great Books of the Western World) مجموعه‌ای شصت‌جلدی از کتاب‌های کلاسیکِ اروپا و آمریکاست که به زبانِ انگلیسی منتشر شده است.